# Балабани
Балабани је насељено мјесто у општини Зета у Црној Гори. Према попису из 2023. било је 993 становника.

## Демографија
У насељу Балабани живи 682 пунолетна становника, а просечна старост становништва износи 36,1 година (34,6 код мушкараца и 37,7 код жена). У насељу има 228 домаћинстава, а просечан број чланова по домаћинству је 4,11.
Становништво у овом насељу веома је хетерогено.
|  |

| Демографија | Демографија | Демографија |
| Година      | Становника  | Становника  |
| ----------- | ----------- | ----------- |
|             |             |             |
|             |             |             |
|             |             |             |
|             |             |             |
| 1948.       | 659         |             |
| 1953.       | 743         |             |
| 1961.       | 793         |             |
| 1971.       | 932         |             |
| 1981.       | 605         |             |
| 1991.       | 564         | 556         |
| 2003.       | 958         | 938         |
|             |             |             |
|             |             |             |

| Етнички састав према попису из 2003.‍ | Етнички састав према попису из 2003.‍ | Етнички састав према попису из 2003.‍ | Етнички састав према попису из 2003.‍ | Етнички састав према попису из 2003.‍ |
| ------------------------------------ | ------------------------------------ | ------------------------------------ | ------------------------------------ | ------------------------------------ |
|                                      |                                      |                                      |                                      |                                      |
| Црногорци                            | Црногорци                            |                                      | 525                                  | 55,97%                               |
| Срби                                 | Срби                                 |                                      | 354                                  | 37,73%                               |
| Југословени                          | Југословени                          |                                      | 31                                   | 3,30%                                |
| Македонци                            | Македонци                            |                                      | 4                                    | 0,42%                                |
| Муслимани                            | Муслимани                            |                                      | 1                                    | 0,10%                                |
| непознато                            | непознато                            |                                      | 3                                    | 0,31%                                |

| \| \| м \| \| \| ж \| \| ? \| 0 \| \| \| 2 \| \| 80+ \| 8 \| \| \| 7 \| \| 75—79 \| 11 \| \| \| 18 \| \| 70—74 \| 21 \| \| \| 22 \| \| 65—69 \| 20 \| \| \| 25 \| \| 60—64 \| 18 \| \| \| 29 \| \| 55—59 \| 17 \| \| \| 23 \| \| 50—54 \| 38 \| \| \| 19 \| \| 45—49 \| 36 \| \| \| 37 \| \| 40—44 \| 27 \| \| \| 20 \| \| 35—39 \| 41 \| \| \| 31 \| \| 30—34 \| 26 \| \| \| 36 \| \| 25—29 \| 27 \| \| \| 30 \| \| 20—24 \| 30 \| \| \| 30 \| \| 15—19 \| 41 \| \| \| 26 \| \| 10—14 \| 42 \| \| \| 29 \| \| 5—9 \| 44 \| \| \| 33 \| \| 0—4 \| 39 \| \| \| 35 \| \| Просек : \| 36 \| \| \| 14 \| |    |  |  |    |
| |    |  |  |    |
| | м  |  |  | ж  |
| ? | 0  |  |  | 2  |
| 80+ | 8  |  |  | 7  |
| 75—79 | 11 |  |  | 18 |
| 70—74 | 21 |  |  | 22 |
| 65—69 | 20 |  |  | 25 |
| 60—64 | 18 |  |  | 29 |
| 55—59 | 17 |  |  | 23 |
| 50—54 | 38 |  |  | 19 |
| 45—49 | 36 |  |  | 37 |
| 40—44 | 27 |  |  | 20 |
| 35—39 | 41 |  |  | 31 |
| 30—34 | 26 |  |  | 36 |
| 25—29 | 27 |  |  | 30 |
| 20—24 | 30 |  |  | 30 |
| 15—19 | 41 |  |  | 26 |
| 10—14 | 42 |  |  | 29 |
| 5—9 | 44 |  |  | 33 |
| 0—4 | 39 |  |  | 35 |
| Просек : | 36 |  |  | 14 |

| Број домаћинстава према пописима из периода 1948—2003. | Број домаћинстава према пописима из периода 1948—2003. | Број домаћинстава према пописима из периода 1948—2003. | Број домаћинстава према пописима из периода 1948—2003. | Број домаћинстава према пописима из периода 1948—2003. | Број домаћинстава према пописима из периода 1948—2003. | Број домаћинстава према пописима из периода 1948—2003. | Број домаћинстава према пописима из периода 1948—2003. |
| Година пописа                                          | 1948.                                                  | 1953.                                                  | 1961.                                                  | 1971.                                                  | 1981.                                                  | 1991.                                                  | 2003.                                                  |
| ------------------------------------------------------ | ------------------------------------------------------ | ------------------------------------------------------ | ------------------------------------------------------ | ------------------------------------------------------ | ------------------------------------------------------ | ------------------------------------------------------ | ------------------------------------------------------ |
| Број домаћинстава                                      | 120                                                    | 129                                                    | 143                                                    | 182                                                    | 124                                                    | 137                                                    | 233                                                    |

| Број домаћинстава по броју чланова према попису из 2003. | Број домаћинстава по броју чланова према попису из 2003. | Број домаћинстава по броју чланова према попису из 2003. | Број домаћинстава по броју чланова према попису из 2003. | Број домаћинстава по броју чланова према попису из 2003. | Број домаћинстава по броју чланова према попису из 2003. | Број домаћинстава по броју чланова према попису из 2003. | Број домаћинстава по броју чланова према попису из 2003. | Број домаћинстава по броју чланова према попису из 2003. | Број домаћинстава по броју чланова према попису из 2003. | Број домаћинстава по броју чланова према попису из 2003. | Број домаћинстава по броју чланова према попису из 2003. |
| Број чланова                                             | 1                                                        | 2                                                        | 3                                                        | 4                                                        | 5                                                        | 6                                                        | 7                                                        | 8                                                        | 9                                                        | 10 и више                                                | Просек                                                   |
| -------------------------------------------------------- | -------------------------------------------------------- | -------------------------------------------------------- | -------------------------------------------------------- | -------------------------------------------------------- | -------------------------------------------------------- | -------------------------------------------------------- | -------------------------------------------------------- | -------------------------------------------------------- | -------------------------------------------------------- | -------------------------------------------------------- | -------------------------------------------------------- |
| Број домаћинстава                                        | 228                                                      | 18                                                       | 33                                                       | 39                                                       | 50                                                       | 34                                                       | 31                                                       | 14                                                       | 4                                                        | 3                                                        | 2                                                        |

| Пол    | Укупно | Неожењен/Неудата | Ожењен/Удата | Удовац/Удовица | Разведен/Разведена | Непознато |
| ------ | ------ | ---------------- | ------------ | -------------- | ------------------ | --------- |
| Мушки  | 361    | 113              | 231          | 9              | 5                  | 3         |
| Женски | 355    | 64               | 230          | 56             | 4                  | 1         |
| УКУПНО | 716    | 177              | 461          | 65             | 9                  | 4         |

| Пол    | Укупно                    | Пољопривреда, лов и шумарство | Рибарство                            | Вађење руде и камена | Прерађивачка индустрија       |
| ------ | ------------------------- | ----------------------------- | ------------------------------------ | -------------------- | ----------------------------- |
| Мушки  | 159                       | 12                            | 0                                    | 0                    | 30                            |
| Женски | 60                        | 2                             | 0                                    | 0                    | 4                             |
| Укупно | 219                       | 14                            | 0                                    | 0                    | 34                            |
|        |                           |                               |                                      |                      |                               |
| Пол    | Производња и снабдевање   | Грађевинарство                | Трговина                             | Хотели и ресторани   | Саобраћај, складиштење и везе |
| Мушки  | 2                         | 12                            | 10                                   | 3                    | 46                            |
| Женски | 1                         | 1                             | 13                                   | 3                    | 7                             |
| Укупно | 3                         | 13                            | 23                                   | 6                    | 53                            |
|        |                           |                               |                                      |                      |                               |
| Пол    | Финансијско посредовање   | Некретнине                    | Државна управа и одбрана             | Образовање           | Здравствени и социјални рад   |
| Мушки  | 1                         | 0                             | 23                                   | 6                    | 1                             |
| Женски | 1                         | 1                             | 3                                    | 7                    | 12                            |
| Укупно | 2                         | 1                             | 26                                   | 13                   | 13                            |
|        |                           |                               |                                      |                      |                               |
| Пол    | Остале услужне активности | Приватна домаћинства          | Екстериторијалне организације и тела | Непознато            | Непознато                     |
| Мушки  | 8                         | 0                             | 0                                    | 5                    | 5                             |
| Женски | 2                         | 0                             | 0                                    | 3                    | 3                             |
| Укупно | 10                        | 0                             | 0                                    | 8                    | 8                             |